# Kirmington
Kirmington är en ort och civil parish i Storbritannien.   Den ligger i kommunen North Lincolnshire och riksdelen England, i den sydöstra delen av landet, 230 km norr om huvudstaden London. Kirmington ligger 20 meter över havet och antalet invånare är 337.
Terrängen runt Kirmington är platt. Runt Kirmington är det ganska tätbefolkat, med 185 invånare per kvadratkilometer. Närmaste större samhälle är Kingston upon Hull, 17,6 km norr om Kirmington. Trakten runt Kirmington består till största delen av jordbruksmark.